# 아르카디우시 스크시파셰크
아르카디우시 스크시파셰크(폴란드어: Arkadiusz Skrzypaszek, 1968년 4월 20일~)는 폴란드의 근대5종 선수이다. 1992년 하계 올림픽 남자 개인전과 단체전 금메달을 획득하며 2관왕에 올랐다.